# Exomalopsis analis
Exomalopsis analis är en biart som beskrevs av Maximilian Spinola 1853. Exomalopsis analis ingår i släktet Exomalopsis och familjen långtungebin. Inga underarter finns listade i Catalogue of Life.

## Bildgalleri

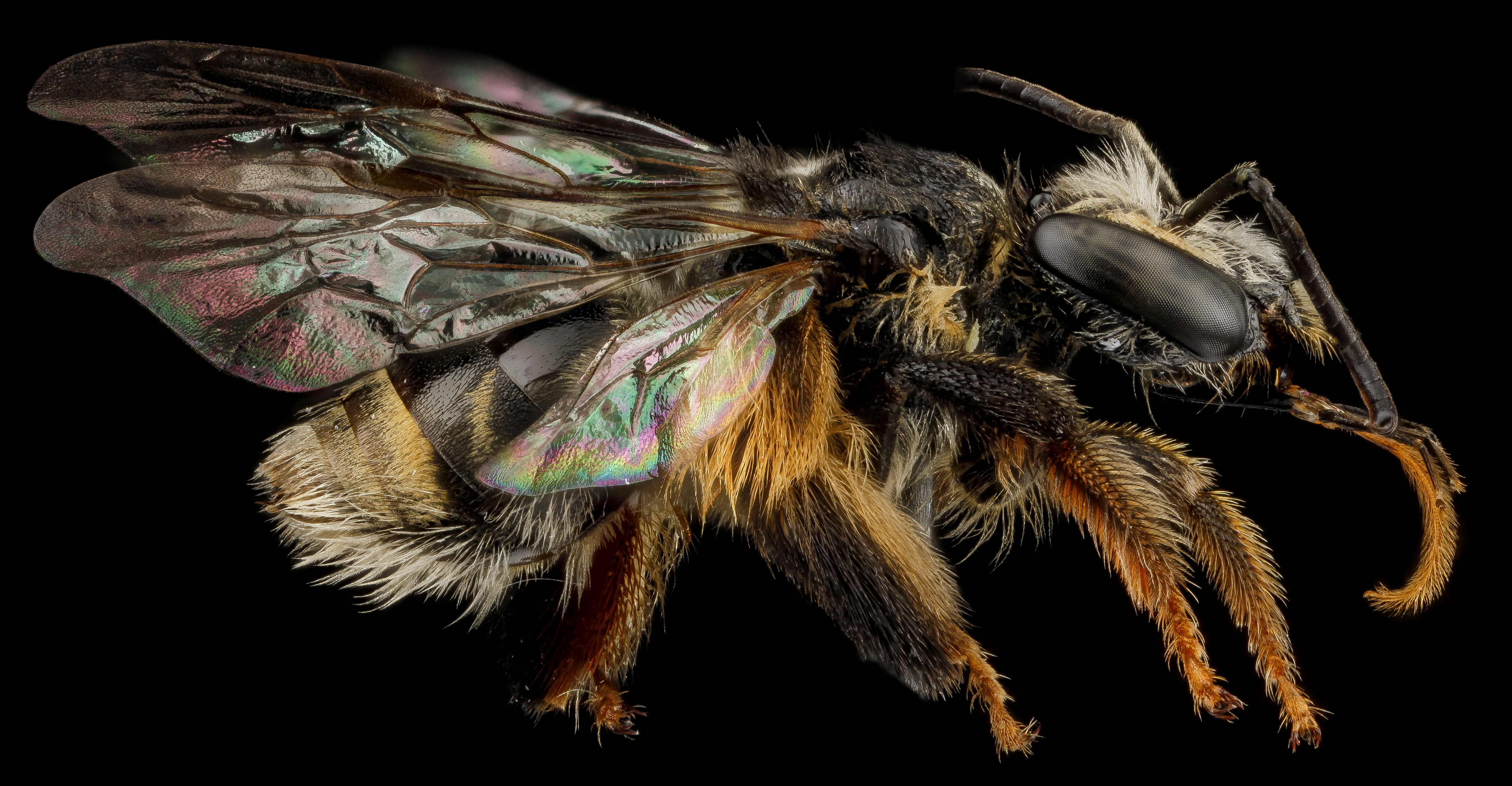
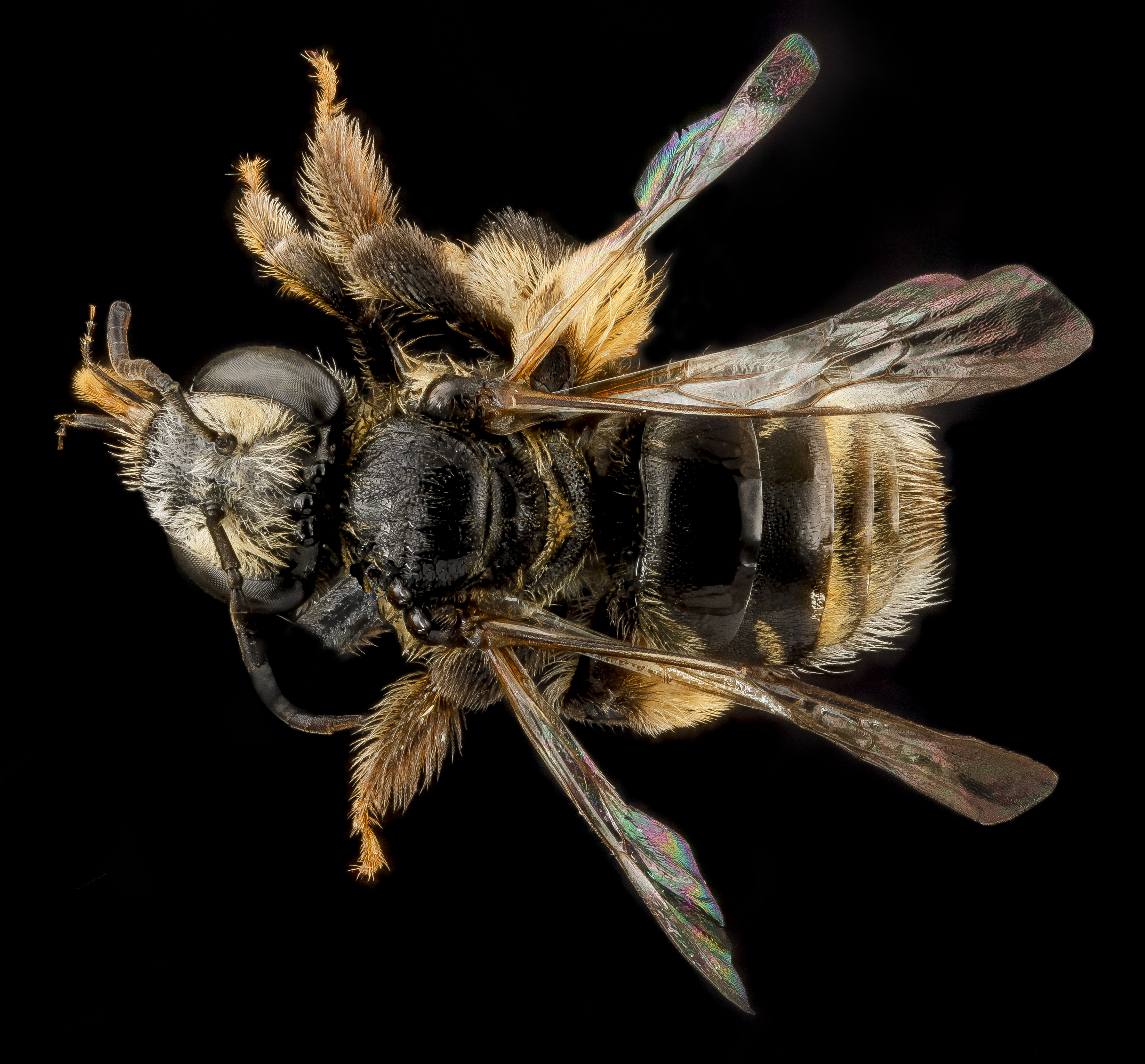
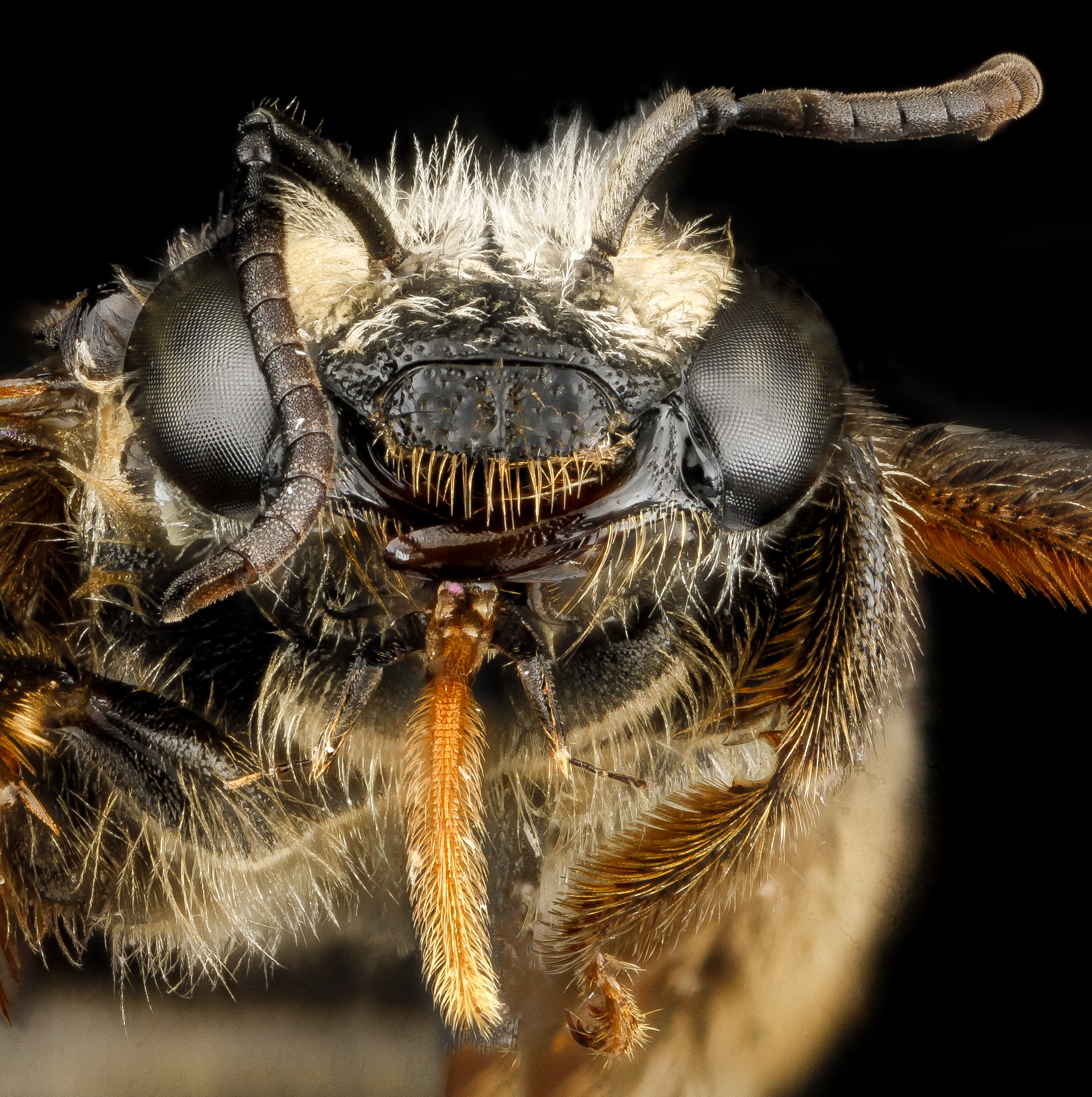
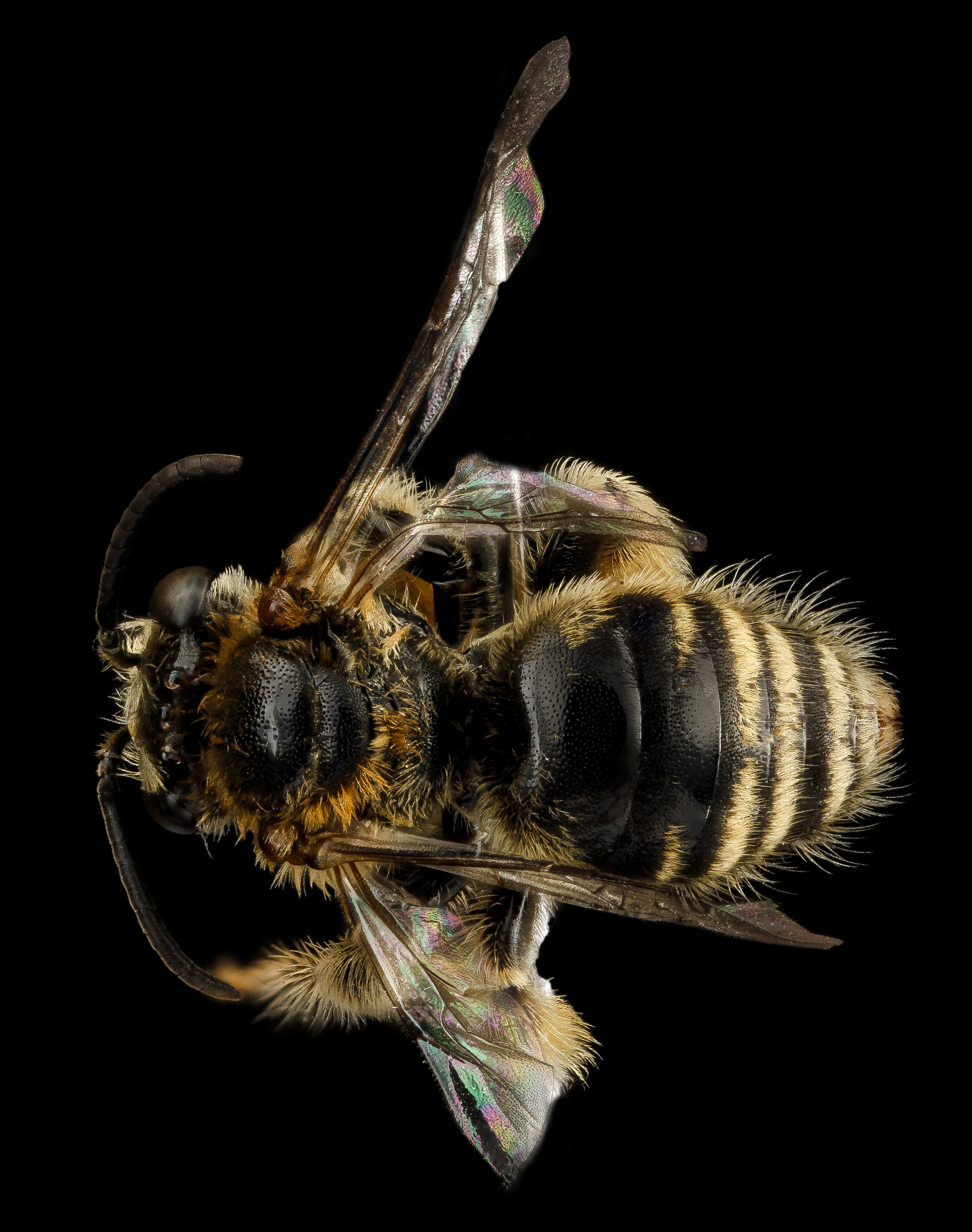
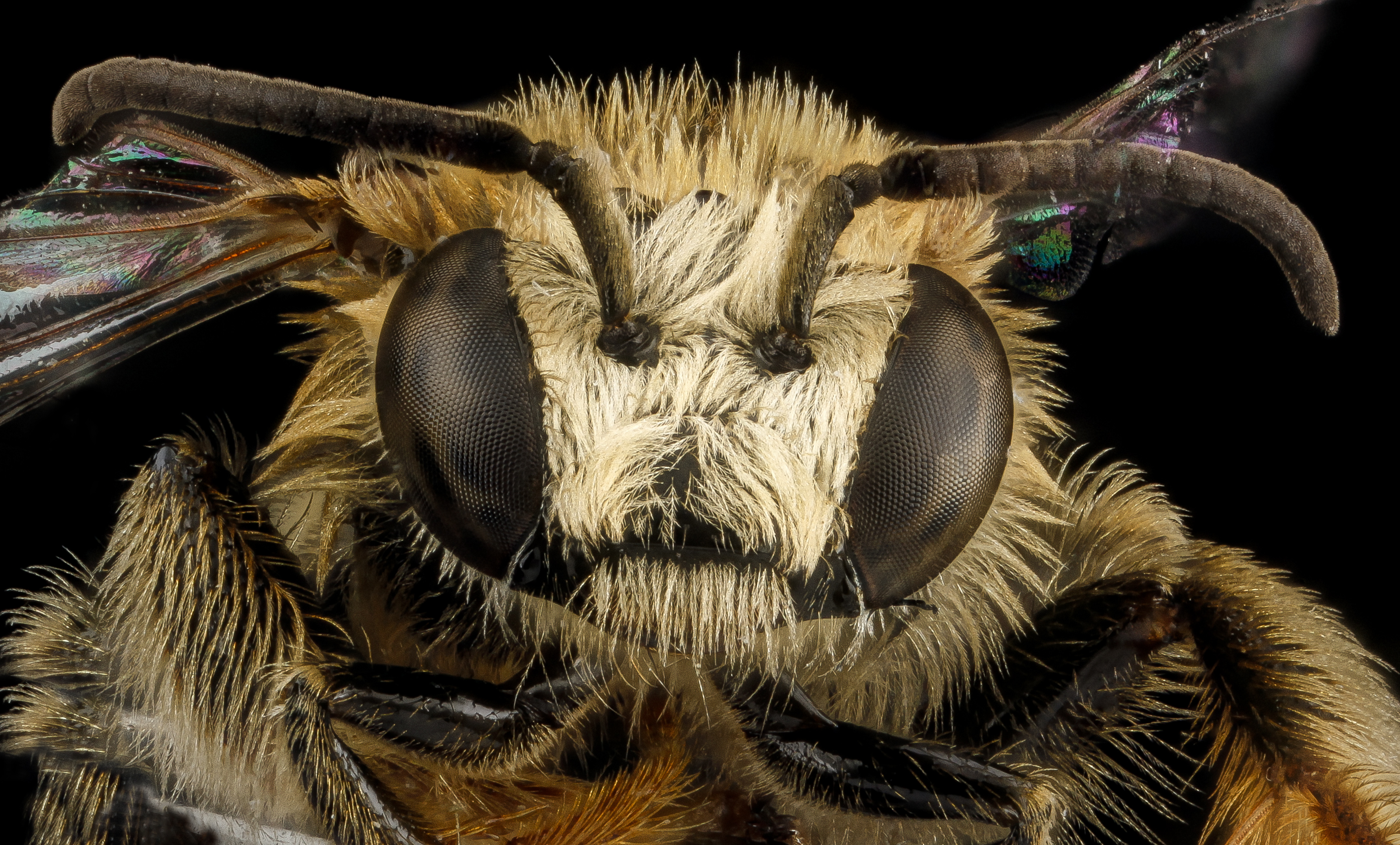
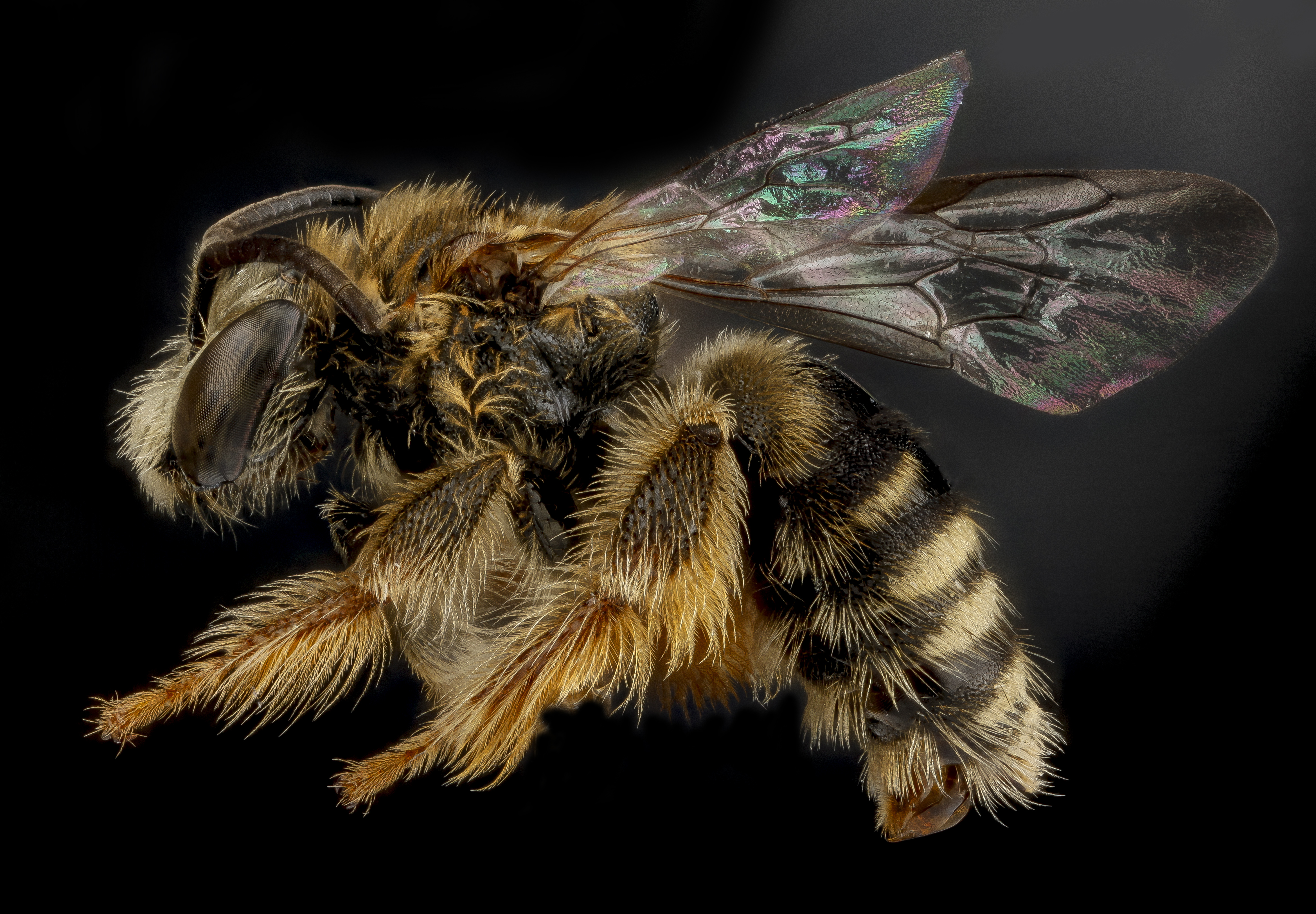